# Wsewolod Wiktorowitsch Griwnow
Wsewolod Griwnow (russisch Всеволод Викторович Гривнов Wsewolod Wiktorowitsch Griwnow, englische Transkription Vsevolod [Victorovich] Grivnov; * 23. Juli 1968 in Moskau) ist ein russischer Sänger (Tenor).

## Leben
Griwnow absolvierte die Moskauer Sweschnikow-Chorschule und besuchte am Gnessin-Institut die Klasse von Jewgeni Below. Von 1990 bis 1996 war er Solist an der Neuen Oper (Новая Опера), außerdem von 1994 bis 1996 an der Oper Nizza. 1996 wechselte er bis 1999 als Solist an die Königliche Oper in Kopenhagen. Seit 2001 tritt er am Bolschoi-Theater auf.
Seine internationale Laufbahn führte Griwnow an viele renommierte Opernhäuser in Europa und Nordamerika, wie die Mailänder Scala, die Covent Garden Opera in London, die Opéra Bastille in Paris, das Grand Théâtre de Genève, das Teatro Real in Madrid, die Deutsche Oper Berlin und die Staatsoper Unter den Linden, die Los Angeles Opera und die San Francisco Opera. Zu seinem Repertoire zählen Rollen wie Alfredo in La traviata, Riccardo in Un ballo in maschera und Radames in Aida von Giuseppe Verdi, Lenski in Eugen Onegin und Andrei in Mazeppa von Peter Tschaikowski, Don Antonio in Die Verlobung im Kloster von Sergei Prokofjew, der Fürst in Alexander Dargomyschkis Russalka und der Prinz in Antonín Dvořáks Rusalka, Don Jose in Carmen von Georges Bizet und Dmitri in Boris Godunow von Modest Mussorgski.
Als Konzertsänger trat er in Werken wie Werke wie Verdis Messa da Requiem, Gioachino Rossinis Stabat Mater und Igor Strawinskys Oedipus Rex und Les Noces auf. Im Herbst 2018 sang er die Tenorpartie in Gustav Mahlers Achter Sinfonie und war in Moskau erfolgreich mit dessen Lied von der Erde. Den Loge aus Richard Wagners Rheingold sang er erstmals 2015 bei einem Konzert Odense, wohin er für eine erneute Aufführung 2018 zurückkehrte. In der Spielzeit 2023/24 debütierte er an der Bayerischen Staatsoper mit mehreren Partien in Dmitri Schostakowitschs Die Nase.